# Sinoxylon rejectum
Sinoxylon rejectum är en skalbaggsart som först beskrevs av Hope 1845.  Sinoxylon rejectum ingår i släktet Sinoxylon och familjen kapuschongbaggar. Inga underarter finns listade i Catalogue of Life.